# Фарго (сезон 1)
Первый сезон телесериала «Фарго» (англ. Fargo) в жанре криминальной драмы и чёрной комедии, создателем и автором которого является Ноа Хоули, впервые транслировался в США на канале FX с 15 апреля по 17 июня 2014 года.

## Описание
События происходят в январе 2006 года в Миннесоте. Действие следует за наёмным убийцей Лорном Малво, который обращается в больницу города Бемиджи из-за дорожного инцидента и оказывает влияние на местного страховщика Лестера Найгаарда. Их встреча становится причиной цепочки убийств. Помощник шерифа Молли Солверсон и офицер Гас Гримли из Дулута пытаются разобраться в череде преступлений, в которой, как они подозревают, замешаны Малво и Найгаард.

## В ролях
- Билли Боб Торнтон — Лорн Малво
- Мартин Фримен — Лестер Найгаард
- Эллисон Толман — помощник шерифа Молли Солверсон
- Колин Хэнкс — офицер Гас Гримли
- Боб Оденкёрк — шериф Билл Освальт
- Адам Голдберг — мистер Намберс
- Расселл Харвард — мистер Ренч
- Оливер Платт — Ставрос Майлос
- Гленн Хоуэртон — Дон Чамп
- Джордан Пил — Вебб Пеппер
- Киган-Майкл Кей — Билл Бадж
- Джоуи Кинг — Грета Гримли
- Кит Кэррадайн — Лу Солверсон
- Кейт Уолш — Джина Хесс
- Аттикус Митчелл — Микки Хесс
- Лайам Грин — Мо Хесс
- Джули Энн Эмери — Ида Турман
- Том Мусгрейв — Бо Мунк
- Рейчел Бланчард — Китти Найгаард
- Джошуа Клоуз — Чез Найгаард
- Келли Холден Башар — Перл Найгаард
- Сьюзен Парк — Линда Парк
- Гари Валентайн — помощник шерифа Надсен
- Шон Дойл — шериф Верн Турман

## Эпизоды
Названия серий не показываются при трансляции сериала. Каждое название в первом сезоне отсылает к известному логическому парадоксу, притче или коану (см. прим. рядом с названием серии).
| № общий | № в сезоне | Название                                                        | Режиссёр        | Автор сценария | Дата премьеры  | Зрители в США (млн) |
| --- | ---------- | --------------------------------------------------------------- | --------------- | -------------- | -------------- | ------------------- |
| 1 | 1          | «The Crocodile's Dilemma» (прим.) «Дилемма крокодила»           | Адам Бернштейн  | Ноа Хоули      | 15 апреля 2014 | 2,65                |
| В январе 2006 года на пустынной зимней дороге за городом Бемиджи (штат Миннесота) Лорн Малво сбивает оленя и теряет сознание, когда машина улетает в кювет. Из багажника его машины вылезает человек в нижнем белье и убегает в сторону леса. В городе с Лестером Найгардом сталкивается Сэм Хесс — в прошлом школьный верзила, унижавший Найгарда — и их встреча приводит к тому, что Лестер случайно получает травму носа. В больнице Найгард и Малво оказываются рядом в ожидании врача и знакомятся. Найгард рассказывает о причине своей травмы и Малво предлагает убить Сэма за это, на что Лестер не отвечает ни согласием, ни отказом. Спустя некоторое время Малво убивает Хесса, сказав Лестеру, что тот не говорил «нет». Тем временем шеф полиции Верн Турман и помощник шерифа Молли Солверсон расследуют инцидент с машиной и находят в лесу мужчину в нижнем белье, замёрзшего насмерть. Они также расследуют убийство Сэма Хесса и узнают, что сотрудница больницы слышала, как Найгард говорил про Хесса с Малво. Турман подъезжает к дому Найгарда, чтобы расспросить его как раз в тот момент, когда Найгард в порыве гнева убивает свою жену Перл, устав от её постоянных оскорблений. В это время Найгард дозванивается до Малво и просит помочь. Малво приезжает и убивает Турмана, но полицейский успевает вызвать подмогу по рации. Малво исчезает, а Лестер ударяет сам себя, чтобы выглядеть непричастным к двойному убийству. Позже в Дулуте офицер Гас Гримли останавливает Малво за превышение скорости. Малво даёт полицейскому понять, что у него есть выбор — настаивать на своём (и умереть), либо отпустить Малво (и выжить). Малво оставляет Гримли в замешательстве и полицейский не заявляет об инциденте. |            |                                                                 |                 |                |                |                     |
| 2 | 2          | «The Rooster Prince» (прим.) «Принц-петух»                      | Адам Бернштейн  | Ноа Хоули      | 22 апреля 2014 | 2,04                |
| Намберс и Ренч (представители из Фарго) прибывают в Бемиджи, чтобы найти убийцу Сэма Хесса. Адвокат Хесса, Макс Голд, отправляет их в стрип-клуб, дав описание Малво. Похитив не того человека, Намберс и Ренч топят его в проруби. Тем временем Билл Освальт занимает место шефа полиции и помощник Молли Солверсон спорит с ним из-за подозреваемых. По её мнению Найгард связан с водителем машины, попавшей в аварию, так же как и с убийством Сэма Хесса, Перл Найгард и Турмана. Освальт же считает, что это гастролёр. В Дулуте «король супермаркетов» Ставрос Майлос нанимает Малво, чтобы найти того, кто его шантажирует. Новости об убийствах в Бемиджи достигают полицейского участка в Дулуте, и офицер Гримли понимает, что отпущенный им водитель мог быть с этим связан. |            |                                                                 |                 |                |                |                     |
| 3 | 3          | «A Muddy Road» (прим.) «Грязная дорога»                         | Рэндалл Айнхорн | Ноа Хоули      | 29 апреля 2014 | 1,87                |
| Молли Солверсон узнаёт, что замёрзший в лесу мужчина был похищен с места своей работы в Сент-Пол, вероятно, из-за долгов, сделанных на ставках. С камеры наблюдения в офисе было получено частично затемнённое лицо похитителя. Найгард возвращается к работе и его отправляют домой к вдове Сэма Хесса, Джине, по поводу страхового полиса. Случайно он замечает среди деревьев Намберса и Ренча, наблюдающих за ними через окно. Затем они посещают Найгарда в его офисе и запугивают его, чтобы получить информацию, но ретируются, когда неожиданно появляется Солверсон. Молли мельком показывает Лестеру фото Малво, и его реакция явно указывает на то, что он узнал это лицо. Тем временем Малво встречается с Доном Чампом — инструктором по фитнесу Майлоса — и говорит, что знает, что это он шантажист. Малво берёт схему шантажа на вооружение и начинает играть на религиозных чувствах Майлоса. Он убивает собаку Майлоса, заменяет его болеутоляющее аддеролом, помещает свиную кровь в систему подачи душевой воды. Гас, наконец, сознаётся своему начальнику, что отпустил Малво, и приезжает в полицейский участок Бемиджи, чтобы поговорить с Солверсон по поводу убийств. |            |                                                                 |                 |                |                |                     |
| 4 | 4          | «Eating the Blame» (прим.) «Поедая улику»                       | Рэндалл Айнхорн | Ноа Хоули      | 6 мая 2014     | 1,70                |
| В 1987 году семейство Майлосов было по уши в долгах. На пустынной зимней дороге их машина останавливается — кончился бензин. Майлос молит о помощи. Выйдя из машины, он находит саквояж, полный денег (это отсылка к оригинальному фильму «Фарго»). В настоящем времени Чамп под видом водопроводчика исследует подачу воды в доме Майлоса и говорит, что всё в порядке, но отмечает при этом, что потоки крови напоминают эпизод из Библии про бедствия, посланные на Египет. Офицер Гримли видит Малво на улице возле дома Майлоса и арестовывает его. Гримли звонит Молли Солверсон, которая собирается поехать в Дулут, но её начальник решает за неё и едет сам. Малво предъявляет документы, по которым он является Френком Питерсеном, лютеранским священником из Бодета, к тому же с алиби. Малво (как Питерсена) освобождают и когда он уходит, Гас зовёт его «Лорн Малво», чтобы показать, что знает, кто он такой. Позже Малво и Чамп выпускают сотни кузнечиков в супермаркете Майлоса, чтобы имитировать нашествие саранчи. Тем временем Намберс и Ренч похищают Найгарда, но ему удаётся сбежать. Освободившись, он ударяет офицера полиции с тем, чтобы его арестовали и увезли от преследователей. Вечером Намберс и Ренч устраивают драку в баре и оказываются в одной камере с Лестером. |            |                                                                 |                 |                |                |                     |
| 5 | 5          | «The Six Ungraspables» (прим.) «Шесть непостижимых»             | Колин Бакси     | Ноа Хоули      | 13 мая 2014    | 1,60                |
| В камере полицейского участка Намберс и Ренч выбивают из Лестера, что убийцу Сэма Хесса зовут Малво. Их освобождают, а Найгард отправляется в больницу из-за заражения крови: его рука пострадала, когда Малво выстрелил из дробовика в шефа полиции Турмана. Найгард скрывал рану, понимая, что она доказывает его присутствие в комнате, когда Турман был жив. Узнав об этой ране, Молли Солверсон убеждает шефа полиции Освальта, что два последних дела связаны. Майлос уже близок к тому чтобы отдать деньги, требуемые шантажистом, и Малво запирает Чампа в шкафу его же кухни, чтобы тот не разрушил планы Малво. Отвезя Майлоса к дому, Малво замечает машину Гримли и скрытно следует за ним до дома. На улице Малво сталкивается с бдительным соседом Гримли, угрожает ему и уезжает прочь. |            |                                                                 |                 |                |                |                     |
| 6 | 6          | «Buridan's Ass» (прим.) «Буриданов осёл»                        | Колин Бакси     | Ноа Хоули      | 20 мая 2014    | 1,80                |
| Малво заставляет Чампа сделать звонок Майлосу, который уже готов отвезти выкуп, куда требуется. Затем Малво оглушает Чампа и связывает его на лестнице, примотав к его руке незаряженный дробовик, делает несколько случайных выстрелов в сторону соседских домов и сбегает до того, как полиция начинает штурмовать дом. Полицейские врываются и расстреливают Чампа. В Дулуте Солверсон и Гримли обсуждают недавние убийства и слышат сообщение о стрельбе поблизости. Добравшись до места, они находят там барьер из машин, устроенный Намберсом и Ренчем с тем чтобы поймать Малво. Начинается перестрелка в плотной снежной пурге. Малво удаётся подкараулить Намберса и от него Малво узнаёт кто их нанял, после чего перерезает Намберсу горло. Солверсон и Гримли разделяются в снежной буре, Солверсон ранит Ренча, а ослеплённый Гримли случайно стреляет в Молли. Тем временем, Майлос возвращается на место, где 19 лет назад он нашёл саквояж с деньгами, и зарывает выкуп там же в снегу. Он верит что Бог простит его за то, что он взял тогда деньги, но по дороге домой он находит своего телохранителя и сына Дмитрия погибшим в автомобильной аварии. В Бемиджи Найгард прокрадывается из больницы и подкладывает орудие убийства и другие улики в оружейный сейф своего брата. Кроме того, он кладёт незаряженный пистолет в школьный портфель своего племянника и незамеченным возвращается в больницу. |            |                                                                 |                 |                |                |                     |
| 7 | 7          | «Who Shaves the Barber?» (прим.) «Кто бреет брадобрея?»         | Скотт Уинант    | Ноа Хоули      | 27 мая 2014    | 1,52                |
| В больнице офицер Гримли переживает за Молли Солверсон, пострадавшей от случайной пули. В школе в портфеле был найден пистолет, в результате чего полиция обыскала дом брата Найгарда и нашла улики, подложенные в оружейный сейф. Лестер придумывает для полиции новую версию, по которой его брат убил Перл из-за любовной истории, а рану он скрывал потому что не хотел подставлять своего брата. Лестер освобождён, а его брат заключён под стражу. Молли Солверсон допрашивает Ренча, содержащегося в больнице под стражей, и сообщает ему что Намберс убит. Глухой Ренч не хочет сотрудничать. Тем временем Малво под носом двух агентов ФБР, ведущих уличное наблюдение, вторгается в офис компании, которая послала убийц — Намберса и Ренча — и убивает там 22 человека. Найгард соблазняет вдову Хесса, обещая ей разобраться со страховкой, не сказав, что страховка была отменена из-за просрочки платежа. Вернувшись в Бемиджи, Солверсон с тревогой узнаёт об аресте брата Найгарда. |            |                                                                 |                 |                |                |                     |
| 8 | 8          | «The Heap» (прим.) «Куча»                                       | Скотт Уинант    | Ноа Хоули      | 3 июня 2014    | 1,86                |
| После ареста брата Найгард утешает его жену Китти, которая верит, что её муж виновен. Вскоре Найгард выбрасывает вещи Перл, начиная новую жизнь. Джина Хесс с сыновьями врывается в офис страховой компании Найгарта, требуя выплат по отменённой страховке Хеса и обвиняя Лестера в том, что он развёл её на секс. Найгард даёт ей и мальчикам резкий отпор, впечатлив свою коллегу Линду Парк приобретённой им напористостью. Тем временем, Солверсон возвращается в офис шерифа и пытается переоткрыть дело Лестера Найгарда, но неудачно. В больнице Дулута Малво убивает полицейского возле двери Ренча и сообщает Ренчу, что это он убил Намберса. Малво оставляет Ренчу ключ от наручников и предлагает встретиться когда-нибудь позже, если Ренч захочет отмщения. Агенты ФБР Пеппер и Бадж, бывшие на наблюдении в Фарго во время бойни, устроенной Малво, разжалованы в клерков. Годом позже, Гримли, теперь уже работник почты, женится на Молли Солверсон, которая ждет от него ребенка. В Лас-Вегасе Найгарт, женатый на Линде, получает награду как продавец года. В баре отеля Лестер замечает Малво, который изменил свой облик — перекрасил волосы в седой цвет и стал носить эспаньолку вместо густой бороды. |            |                                                                 |                 |                |                |                     |
| 9 | 9          | «A Fox, a Rabbit, and a Cabbage» (прим.) «Лиса, заяц и капуста» | Мэтт Шекман     | Ноа Хоули      | 10 июня 2014   | 1,90                |
| Найгард смело подходит к Малво и его компании в баре и идёт с ними в лифт, настойчиво требуя чтобы Малво признал его. Вместо этого, в лифте Малво убивает своих «коллег» и свою «невесту». Малво сообщает Лестеру, что он уже довольно давно выдаёт себя за стоматолога в Канзас-Сити, чтобы подобраться к человеку, находящемуся под программой по защите свидетелей. Найгард ударяет Малво по голове и бежит в свой номер. Подняв Линду, он заставляет её срочно улететь с ним домой. Вскоре полиция по камерам наблюдения определяет, что Найгард может быть свидетелем тройного убийства в лифте и запрашивает полицию Бемиджи. Помощник шерифа Солверсон опрашивает Лестера в его новом доме, но он отрицает, что что-либо видел. Агенты Бадж и Пеппер из Фарго, найдя зацепку по поводу стрелка, уничтожившего их карьеру, едут в Бемиджи встретиться с Солверсон. Впечатлившись собранными ей уликами, они игнорируют шерифа и благодарят Молли. Доставляя почту, Гримли замечает Малво, ведущего красный БМВ. В Бемиджи Малво останавливается в закусочной Лу (отца Молли) и расспрашивает про Найгарда. Лу относится к нему с подозрением и выдаёт мало информации. Тем временем, Найгард собирается скрыться и быстро организует путешествие в Акапулько вместе с Линдой. Они останавливаются у своего офиса, чтобы забрать паспорта и деньги, и вместо себя Найгард посылает в офис Линду, надев на неё свою куртку. Он видит, как Малво стреляет в Линду. Уходя, Малво видит машину Найгарда, но сам Лестер остаётся незамеченным. |            |                                                                 |                 |                |                |                     |
| 10 | 10         | «Morton's Fork» (прим.) «Вилка Мортона»                         | Мэтт Шекман     | Ноа Хоули      | 17 июня 2014   | 1,98                |
| Сразу после убийства Линды, Лестер приходит в расположенную поблизости закусочную Лу и заказывает обед на двоих, показывая что ждёт её. Выйдя на улицу к таксофону, он звонит в полицию, изменив голос, и сообщает о стрельбе, затем возвращается в закусочную. После того, как найдено тело Линды, Найгарда опрашивают в участке и отпускают. Тем временем Лу сообщает Гримли, что возможно Малво вернулся в Бемиджи. Гримли устремляется в полицейский участок, чтобы предупредить Молли, и по пути вновь замечает красный БМВ — возможно, машину Малво — на ответвлении от главной дороги. Решив проверить свою догадку, Гримли видит, как Малво выходит из домика, садится в машину и уезжает. В городе Малво приходит к дилеру по продаже машин и берёт машину, такую же как у сотрудников ФБР. Шериф Освальт сообщает Солверсон, что он собирается на пенсию и хочет, чтобы она стала новым шефом. Агенты Пеппер и Бадж привозят Найгарда домой, не зная, что за ними следует Малво. Найгард не позволяет агентам остаться в доме, поэтому они наблюдают снаружи. Когда к ним приближается машина, они достают оружие и подходят к водителю. За рулём находится продавец машин, руки которого привязаны к рулю липкой лентой. Малво нападает на агентов и убивает их. Найгард пытается набрать 911, а Малво врывается в дом и поднимается наверх, но наступает в медвежий капкан, подготовленный Найгардом. Найгарт стреляет, но промахивается. Малво отвечает, но также мажет, выбирается из ловушки и едет в своё убежище, чтобы позаботиться о сильно повреждённой ноге. В домике ждёт Гримли, встречает Малво и стреляет — Малво убит. Позже Гримли показывает Молли саквояж Малво, содержащий множество записей разговоров, включая звонок Найгарда о том, что он убил свою жену. Две недели спустя полицейским удаётся отследить Найгарда в национальном парке в Монтане, они устраивают погоню за ним на снегоходах по льду замёрзшего озера. Найгард падает и проваливается под лёд. |            |                                                                 |                 |                |                |                     |